# Żyłecznik halny

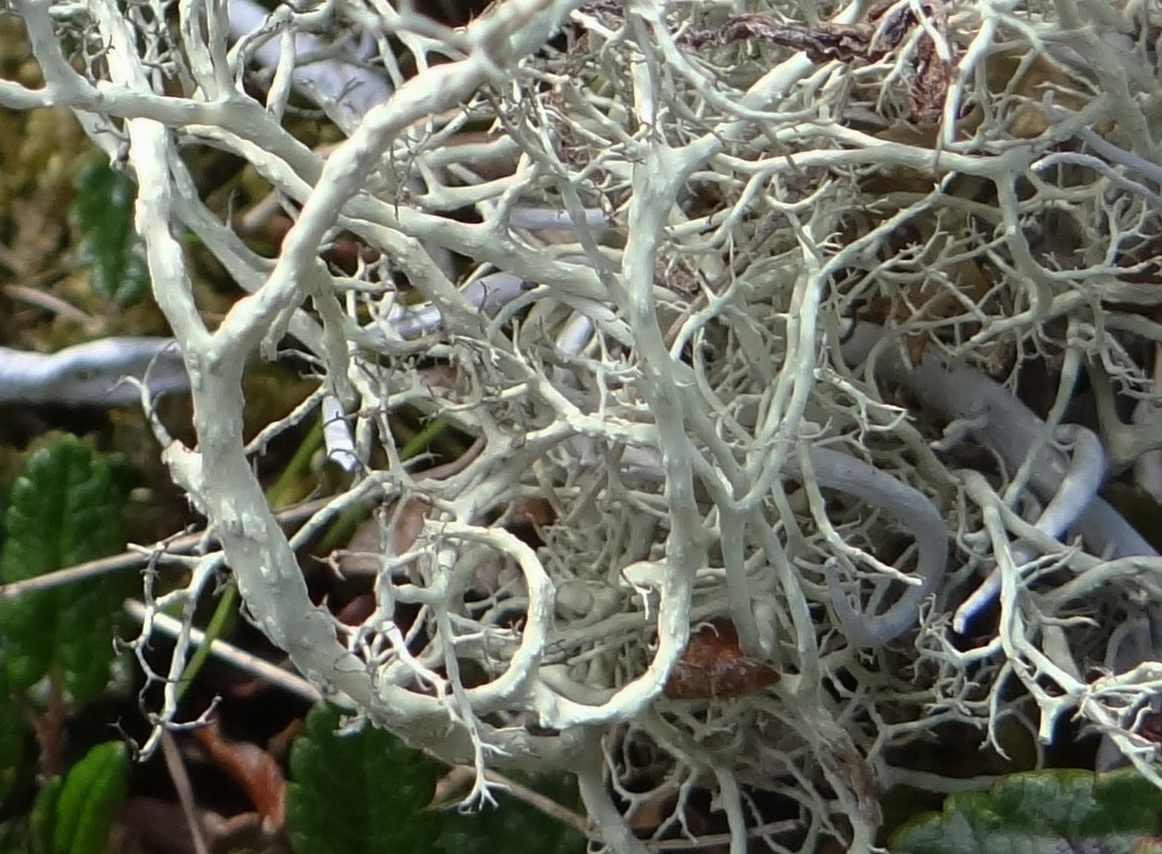

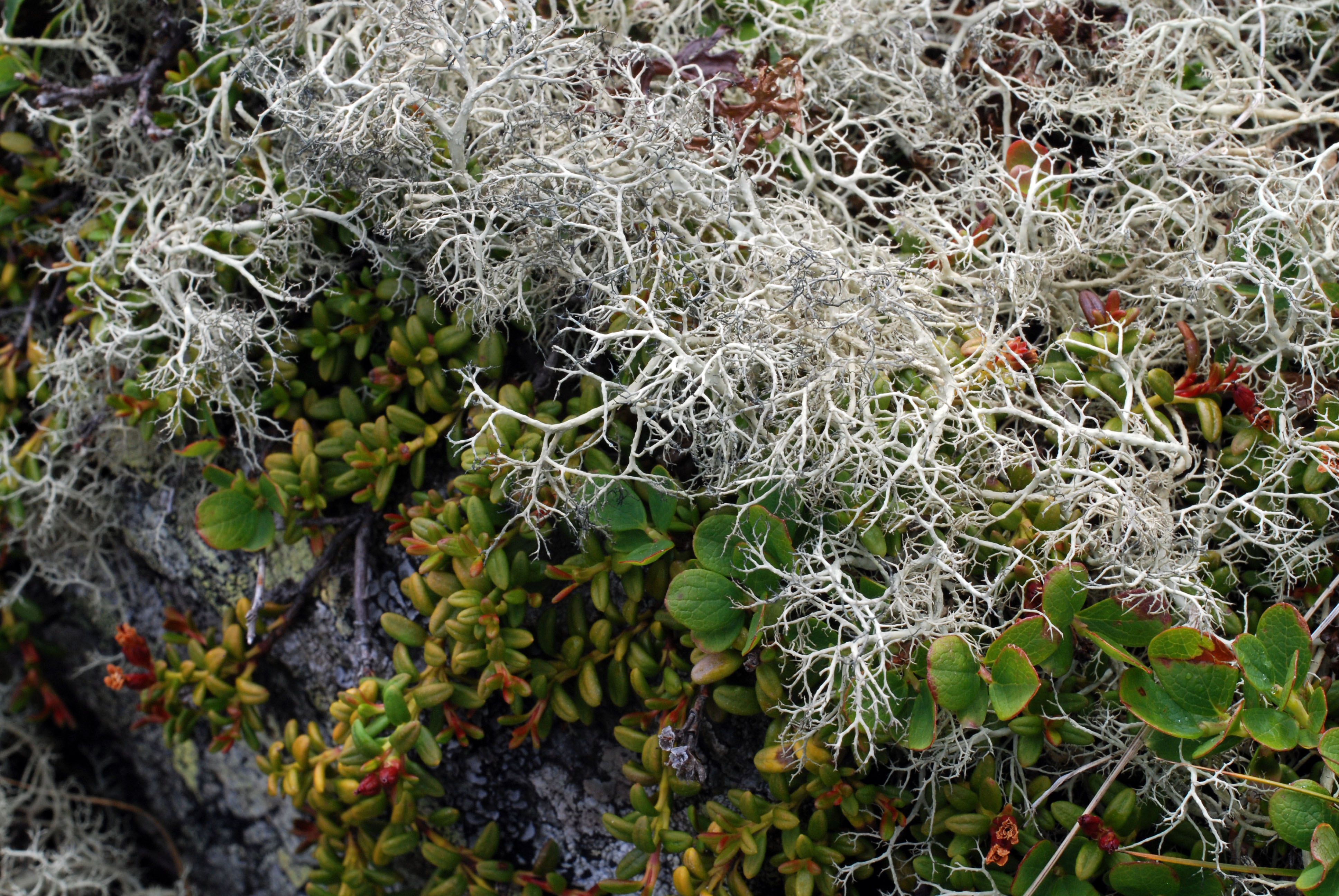

Żyłecznik halny (Alectoria ochroleuca (Hoffm.) A. Massal.) – gatunek grzybów należący do rodziny tarczownicowatych (Parmeliaceae). Ze względu na współżycie z glonami zaliczany jest do porostów. 

## Systematyka i nazewnictwo
Pozycja w klasyfikacji według Index Fungorum: Parmeliaceae, Lecanorales, Lecanoromycetidae, Lecanoromycetes, Pezizomycotina, Ascomycota, Fungi.
Po raz pierwszy takson ten zdiagnozował w 1784 r. Hoffmann nadając mu nazwę Lichen ochroleucus. Obecną, uznaną przez Index Fungorum nazwę nadał mu w 1855 r. Massalongo, przenosząc go do rodzaju Alectoria. 
Niektóre synonimy naukowe:

- Bryopogon ochroleucus (Hoffm.) Link 1833
- Cornicularia ochroleuca (Hoffm.) DC. 1805
- Evernia ochroleuca (Hoffm.) Fr. 1831
- Lichen ochroleucus Hoffm. 1784
- Parmelia ochroleuca (Hoffm.) Ach. 1803
- Usnea ochroleuca Hoffm. 1791

Nazwa polska według Krytycznej listy porostów i grzybów naporostowych Polski. 
W opracowaniach naukowych wyróżniono wiele odmian i form tego gatunku, Index Fungorum jednak wszystkie uznaje je za synonimy.

## Morfologia
Plecha zawierająca glony protokokkoidalne jest sztywna, krucha, krzaczkowata i tworzy kępki lub murawy o wysokości do 8 cm. Z podłożem związana jest słabo. Tworzy liczne i nieregularne rozgałęzienia o wzniesionych lub zwisających gałązkach. Jest sinozielonej, żółtozielonej lub żywo zielonej barwy, końce gałązek słabo czerniejące. Gałązki mają grubość 0,5–2 mm i na przekroju są obłe, często jednak spłaszczone. Na powierzchni występują wypukłości, dołeczki, sęczki, zmarszczki. Silnie i nagle ścienione końce gałązek są powyginane w różne strony. Zawsze znajdują się na nich wypukłe pseudocyfelle wyglądające jak białawe blizny.
Soralia są duże, półkoliste i mączyste, występują jednak bardzo rzadko. Apotecja lekanorowe wyrastają bocznie, mają średnicę 4–10 mm, brzeżek cienki i gładki, w Polsce jednak nie pojawiają się. W worku są 2–4 jednokomórkowe zarodniki o rozmiarach 28–42 × 12–24 μm.

## Występowanie i siedlisko
Gatunek arktyczno-górski, rosnący w tundrze i w górach. Występuje na półkuli północnej; w Ameryce Północnej, Azji i Europie (w tym również na Grenlandii i wyspach Morza Arktycznego) i w paśmie górskim  Andy i Apeniny. Występuje również w Japonii, na Filipinach i na jednej z wysp wokół Antarktydy. W Polsce występuje wyłącznie w Tatrach, Karkonoszach i na Babiej Górze i jest tutaj częsty. Był gatunkiem ściśle chronionym, od 9 października 2014 r. został wykreślony z listy gatunków porostów chronionych.
Porost naziemny. Rośnie na kwaśnych i jałowych glebach, w piętrze halnym, w miejscach narażonych na silne wiatry. Znajduje się na Czerwonej liście roślin i grzybów Polski. Ma status LC – słabo zagrożony.